# Futbol Club Andorra Veterans
Maillots
Le Futbol Club Andorra Veterans est un ancien club andorran de football basé à Andorre-la-Vieille. Le club fondé en 1996 est dissous en 1998. C'était le club filial du FC Andorra.

## Repères historiques
- 1996 : fondation du club
- 1996 : 1re participation en Liga de Primera Divisio
- 1998 : dissolution du club

## Palmarès
- Championnat d'Andorre de football
  - Vice-champion : 1997.